# Mít tak s sebou prachovku…
Mít tak s sebou prachovku... (v anglickém originále „Dust Rag“) je vědeckofantastická povídka amerického spisovatele Hala Clementa, která vyšla poprvé v roce 1956 v časopise Astounding Science Fiction. Česky vyšla ve sbírce Těžká planeta (Triton, 2005).
Pojednává o měsíčním prachu, který způsobí dvěma vědcům značné problémy při jejich vědecké misi. Hal Clement vyšel z předpokladu, že Měsíc má regulérní magnetické pole (ve skutečnosti je jen velmi slabé), které by v okolí pólů nabíjelo prachové částice. Druhým chybným prvkem z povídky, který ve skutečnosti neobstojí, je tvrzení, že kosmické záření proniká lidským tělem bez následků. Opak je pravdou, skafandry kosmonautů musí být před ním odstíněny. Ve vyšších polohách Země se vliv kosmického záření projevuje mutacemi. Clement však správně předpokládal, že sluneční vítr bombarduje povrch Měsíce.

## Postavy
- Ridging – geofyzik
- Čandara – selenograf
- Tazewell

## Děj

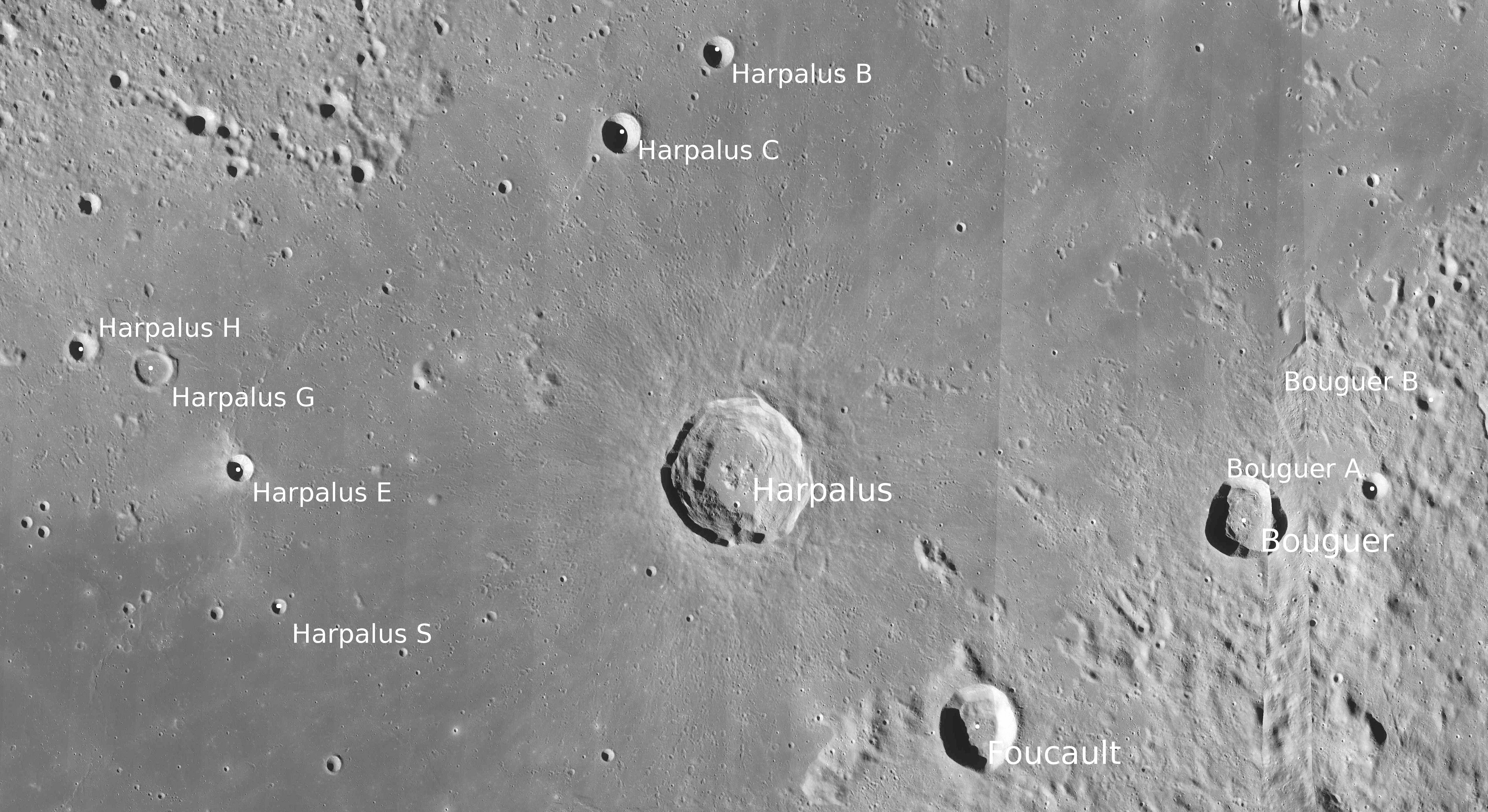
Měsíční krátery Foucault (dole), Bouguer (vpravo), Harpalus (uprostřed) a síť satelitních kráterů.

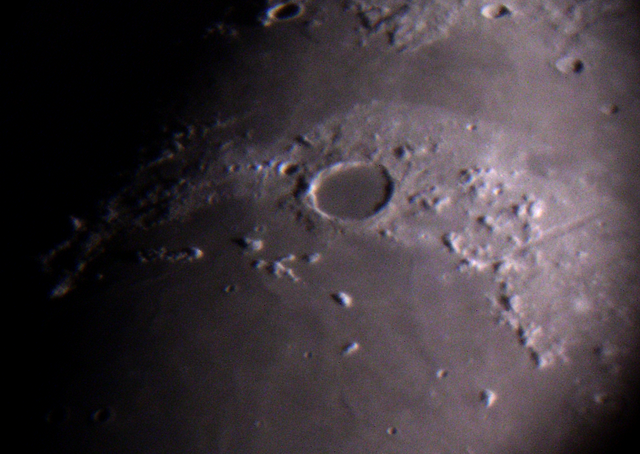
Měsíční kráter Plato.

Dvojice vědců Ridging a Čandara odjíždí turbotraktorem ze stanoviště blízko měsíčního kráteru Harpalus na expedici. Projíždějí přes Mare Frigoris (Moře chladu) ke kráteru Plato, poblíž něj se nachází magnetická osa Měsíce. Na jeho okrajích instalují vědecké přístroje. Cestou k němu Ridging podotkl, že se zřejmě přehnala magnetická bouře, přístroje vykazovaly odchylky. Selenograf Čandara chce sejít na dno kráteru a odebrat vzorky. Na dně zaregistrují zhoršenou viditelnost a spekulují, co ji může způsobovat. Snad meteorický déšť či výrony plynů. Nakonec zjistí, že jde o elektricky nabité částice prachu, které udržuje v pohybu magnetické pole. Zelektrizovaný prach se nalepí na přilby obou vědců, kteří tak ztratí orientaci. Ridging dostane nápad využít vlhkost z regenerátorů skafandru jako prachovku, ale tato metoda funguje pouze krátce a vědci nestačí dojít k turbotraktoru. Nakonec se musí oba vědci třít navzájem, aby se jeden z nich nabil a přitáhl prachové čátice z kolegy. Podařilo se to Čandarovi, kterého pak Ridging vyvedl z kráteru.

## Poznámka
Dalším literárním dílem, kde prach na Měsíci způsobí lidem komplikace, je román britského spisovatele Arthura C. Clarka Měsíční prach.